# Wheeling Nailers

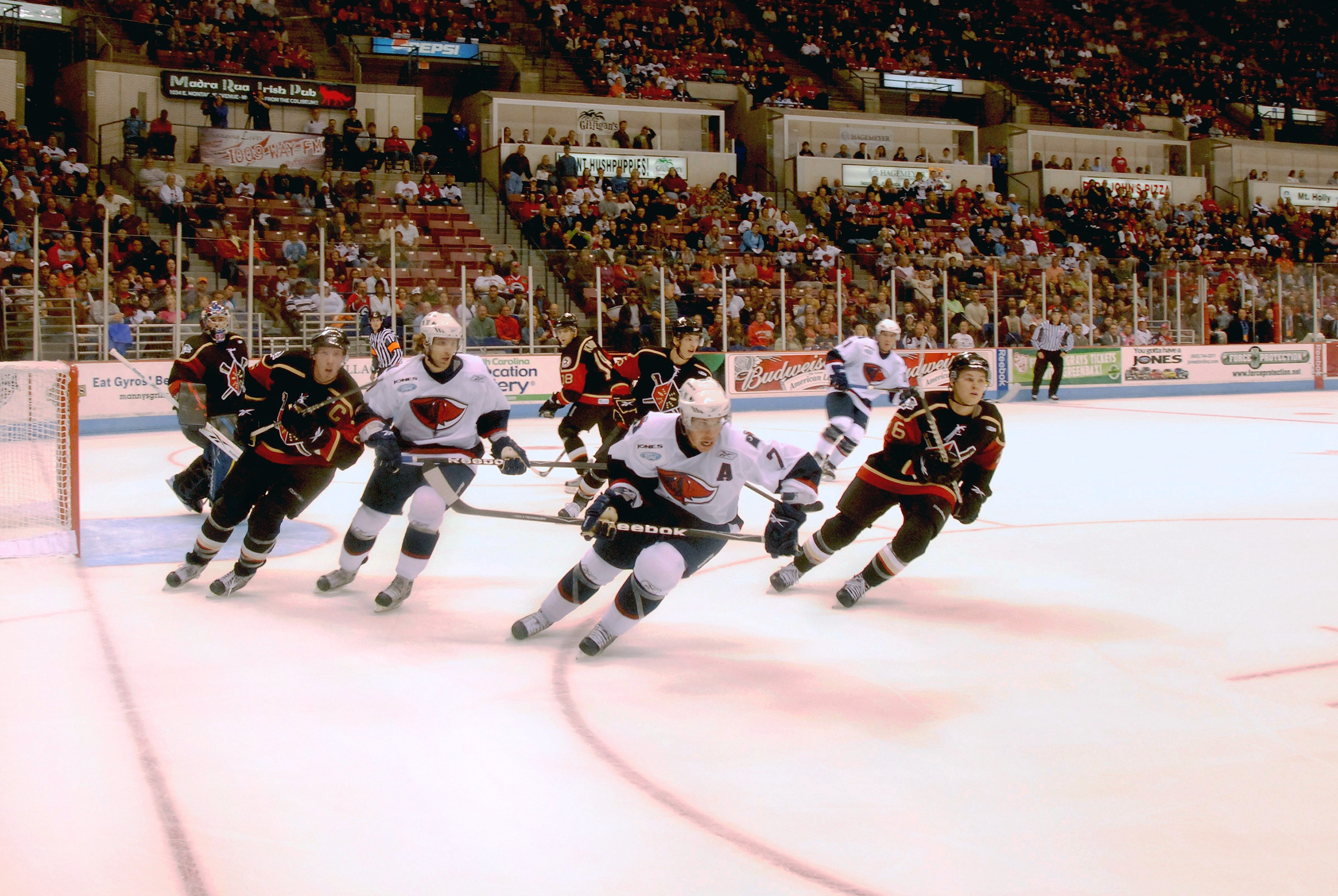
Oktober 2009: Begegnung Wheeling Nailers versus South Carolina Stingrays

Die Wheeling Nailers sind ein US-amerikanisches Eishockeyfranchise, das in der ECHL spielt. Das Team ist in Wheeling, West Virginia beheimatet und fungiert als Farmteam des AHL-Teams Wilkes-Barre/Scranton Penguins und somit als zweites Farmteam des NHL-Clubs Pittsburgh Penguins. Die Heimat der Nailers ist die WesBanco Arena (vorher Wheeling Civic Center), das eine Kapazität von 5.406 Zuschauern hat.

## Geschichte
Gegründet wurde das Team unter dem Namen „Wheeling Thunderbirds“ nach der Verlegung der Winston-Salem Thunderbirds 1992 nach Wheeling. Den aktuellen Namen erhielt das Team 1996. In der Saison 1997/98 stießen die Nailers bis in die dritte Runde der Playoffs vor und unterlagen in sechs Spielen dem späteren Meister Hampton Roads Admirals. Nachdem das Team fünf Saisons hintereinander die Playoffs verpasst hatte, spielten die Nailers 2003/04 ihre bisher punktbeste Regular Season mit 106 Punkten. Am Ende schieden sie in der ersten Runde gegen die Reading Royals in fünf Spielen mit 3:2 aus. Die Nailers gewannen bisher drei Mal den Henry Brabham Cup als punktbeste Mannschaft der regulären Saison, zuletzt 1994/95 als „Wheeling Thunderbirds“.

## Saisonstatistik
Abkürzungen: GP = Spiele, W = Siege, L = Niederlagen, T = Unentschieden, OTL = Niederlagen nach Overtime SOL = Niederlagen nach Shootout, Pts = Punkte, GF = Erzielte Tore, GA = Gegentore
| Saison  | GP | W  | L  | T | OTL | SOL | Pts | GF  | GA  | Platz         | Playoffs                        |
| 1996/97 | 70 | 36 | 29 | — | —   | 5   | 77  | 298 | 291 | 4., North     | Niederlage in der ersten Runde  |
| 1997/98 | 70 | 37 | 24 | — | —   | 9   | 83  | 255 | 255 | 2., Northeast | Niederlage in der dritten Runde |
| 1998/99 | 70 | 27 | 37 | — | —   | 6   | 60  | 206 | 249 | 6., Northwest | Nicht qualifiziert              |
| 1999/00 | 70 | 25 | 40 | — | —   | 5   | 55  | 202 | 246 | 5., Northwest | Nicht qualifiziert              |
| 2000/01 | 72 | 24 | 40 | — | —   | 8   | 56  | 192 | 277 | 5., Northwest | Nicht qualifiziert              |
| 2001/02 | 72 | 36 | 32 | — | —   | 4   | 76  | 213 | 208 | 5., Northwest | Nicht qualifiziert              |
| 2002/03 | 72 | 28 | 41 | — | —   | 3   | 59  | 193 | 261 | 6., Northwest | Nicht qualifiziert              |
| 2003/04 | 72 | 51 | 17 | — | —   | 4   | 106 | 259 | 188 | 1., Northern  | Niederlage in der ersten Runde  |
| 2004/05 | 72 | 38 | 29 | — | 2   | 3   | 81  | 171 | 173 | 6., North     | Nicht qualifiziert              |
| 2005/06 | 72 | 45 | 21 | — | 3   | 3   | 96  | 247 | 186 | 2., North     | Niederlage in der dritten Runde |
| 2006/07 | 72 | 32 | 34 | — | 2   | 4   | 70  | 215 | 255 | 7., North     | Nicht qualifiziert              |
| 2007/08 | 72 | 22 | 43 | — | 3   | 4   | 51  | 186 | 284 | 7., North     | Nicht qualifiziert              |
| 2008/09 | 72 | 36 | 28 | — | 2   | 6   | 80  | 263 | 260 | 4., North     | Niederlage in der ersten Runde  |
| 2009/10 | 72 | 33 | 32 | — | 2   | 5   | 73  | 240 | 249 | 4., North     | Nicht qualifiziert              |
| 2010/11 | 72 | 38 | 29 | — | —   | 5   | 81  | 230 | 210 | 2., North     | Niederlage in der dritten Runde |
| 2011/12 | 72 | 37 | 26 | — | 4   | 5   | 83  | 219 | 202 | 2., Atlantic  | Niederlage in der ersten Runde  |
| 2012/13 | 72 | 31 | 29 | — | 3   | 9   | 74  | 193 | 225 | 3., Atlantic  | Nicht qualifiziert              |
| 2013/14 | 72 | 39 | 27 | — | 1   | 5   | 84  | 216 | 196 | 2., Atlantic  | Niederlage in der zweiten Runde |

## Team-Rekorde

### Karriererekorde
Spiele: 231  Cliff Loya und  Stefan Brannare
Tore: 69  Sean Collins
Assists: 139  Sean Collins
Punkte: 208  Sean Collins
Strafminuten: 677  Stefan Brannare
(Stand: Saisonende 2013/14)

## Ehemalige Spieler

### Wheeling-Spieler in/aus der NHL
Mehrere Spieler der Wheeling Nailers bzw. Thunderbirds spielten auch in der NHL. Dabei waren die Teams aus Wheeling für einige das „Sprungbrett“ in höhere Ligen, für andere, wie Alain Lemieux ein Team für das Karriere-Ende. Die Anzahl der absolvierten NHL-Spiele ist dabei sehr unterschiedlich: Manche, wie Mike Minard kamen nicht über einen NHL-Einsatz hinaus, andere (wie etwa David Aebischer, Tomáš Vokoun oder Chris Wells) kommen auf mehr als 100 NHL-Einsätze.
- David Aebischer
- Adam Berkhoel
- Daniel Berthiaume
- Paul Bissonnette
- Francis Bouillon
- Martin Brochu
- Luca Caputi
- Daniel Carcillo
- Andy Chiodo
- Wayne Cowley
- John Curry
- Kimbi Daniels
- Jeff Daw
- Matt Elich
- Drew Fata
- Craig Ferguson
- Scott Ferguson
- Scott Fraser
- Joaquin Gage
- Martin Houle
- Jason Jaffray
- Chris Jensen
- Joe Jensen
- Matt Johnson
- Nick Johnson
- David Kočí
- Zenon Konopka
- Patrick Labrecque
- David Laliberté
- Marc Lamothe
- Mario Larocque
- Mark Letestu
- Mark Major
- Darcy Martini
- Marquis Mathieu
- Kurtis McLean
- Grant McNeill
- Mike Minard
- Michel Ouellet
- Cam Paddock
- Marc Rodgers
- Dany Sabourin
- Yves Sarault
- John Tanner
- Danny Taylor
- Darcy Verot
- Terry Virtue
- Mark Visheau
- Tomáš Vokoun
- Tim Wallace
- Chris Wells
- Shane Willis
- Ron Wilson

### Wheeling-Spieler in europäischen Ligen
| Position    | Name          | Nationalität       | Zeit in Wheeling | Clubs in Europa                                               |
| ----------- | ------------- | ------------------ | ---------------- | ------------------------------------------------------------- |
| Verteidiger | Justin Harney | USA                | 2000/01          | Iserlohn Roosters, ERC Ingolstadt, Kassel Huskies             |
| Verteidiger | Matt Smith    | Großbritannien     | 2002/03          | Ilves Tampere, SC Bietigheim-Bissingen, Mailand, EHC Freiburg |
| Stürmer     | Doug Ast      | Kanada             | 1996/97          | Iserlohn Roosters, ERC Ingolstadt                             |
| Stürmer     | Mark Kosick   | Deutschland/Kanada | 2003/04, 2004/05 | Eisbären Berlin, Kassel Huskies, EHC Wolfsburg                |

Hinweis: Hier sind nur Spieler aufgelistet, die nicht in der NHL spielten. Die Listen erheben keinen Anspruch auf Vollständigkeit!